# Втеча з Нью-Йорка
«Втеча з Нью-Йорка» (англ. Escape from New York) — американський фантастичний фільм-бойовик режисера Джона Карпентера 1981 року.
Над перетвореним на в'язницю Мангеттеном у 1997 році зазнає аварії літак президента США. Щоб врятувати главу держави на Мангеттен посилають колишнього військового Пліскіна на прізвисько Змій. Він повинен виконати рятувальну місію рівно за добу, покладаючись на свої здібності та отримані фантастичні пристрої.

## Сюжет
У Сполучених Штатах масово зростає злочинність, в'язниць не вистачає вмістити всіх порушників закону. Тому в 1988 році весь острів Мангеттен було перетворено на в'язницю суворого режиму. Зовні острів надійно охороняється, а всередині панує хиткий лад, створений самими ув'язненими. Хто потрапляє до Мангеттена, назад більше не повертається.
Настав 1997 рік, держава перебуває у кризі через війну (згадуються військові операції в Радянському Союзі, що досі існує). Літак президента США захоплюють комуністи-терористи. Глава держави рятується в спеціальній капсулі, що падає на Мангеттен. В цей час за пограбування репозитарію федерального банку до ув'язнення засуджують колишнього військового Пліскіна на прізвисько Змій. Начальник поліції Гок пропонує звільнити Пліскіна від покарання, якщо той впродовж доби таємно проникне на острів та знайде і вивезе президента. Пліскіна забезпечують зброєю і обладнанням, зокрема планером і замаскованим радіомаячком. Але також вживлюють капсули, які вибухнуть через добу, якщо носій до того часу не повернеться. Він дізнається, що президент має при собі касети з інформацією про розробку термоядерного реактора, що може врятувати США від кризи.
Вночі Пліскін висаджується з повітря на дах будівлі Всесвітнього торгового центру й оглядає уламки літака. Сигнал з браслета президента виявляється обманкою — злочинці зняли його і одягнули на волоцюгу. Пліскін думає, що президент мертвий, проте йому забороняють повертатися без підтвердження.
Змій стикається з бандою людоїдів, які вибираються з каналізації за поживою. Спочатку вони хапають і з'їдають живцем дівчину, яку Змій зустрів в колишньому кафе, а потім женуться за ним. Змія підбирає знайомий водій таксі й розповідає, що президент у грізного кримінального авторитета на прізвисько Герцог. Таксист приводить Пліскіна до Розумника, що може допомогти зустрітися з Герцогом.
Змій впізнає у Розумнику Гарольда Гельмона, колишнього товариша, який зрадив його і кинув помирати. Пліскін обіцяє Розумнику врятувати його на планері, якщо той відведе його до Герцога. Прибуває кортеж Герцога, скориставшись нагодою Змій викрадає одне з авто і вирушає до його лігва з Розумником і його помічницею Меггі. Пліскін проникає всередину та знаходить президента, але його ранять і беруть у полон. Не знаючи, що відбувається на острові, Гок і віце-президент обдумують інші способи повернути інформацію.
Розумник і Меггі планують втечу з Мангеттена, роздумуючи де Пліскін сховав планер. Герцог вимагає в обмін на президента амністувати всіх ув'язнених. Змія кидають на гладіаторську арену, де він перемагає супротивника. Тим часом Розумник з Меггі вирішують визволити президента, щоб отримати свободу. Злочинці кидаються навздогін, полишивши Пліскіна. Той активує заздалегідь приготований одноразовий маячок, який сигналізує про його місцезнаходження. Він перехоплює президента і завдяки допомозі таксиста рятується із засідки.
Проїжджаючи по мосту, таксі підривається на міні. Всі, крім Пліскіна гинуть при аварії, або вбиті Герцогом. Президента окремо переправляють через стіну, що оточує в'язницю, після чого він сам убиває Герцога. Капсули в тілі Змія дезактивують за кілька хвилин до того, як вони вибухнуть. Як і було обіцяно, він отримує амністію. Гок пропонує йому роботу, але той відмовляється.
Коли президент виступає в прямому ефірі, виявляється, що Пліскін підмінив касету з секретною інформацією на музичну касету таксиста. Справжню ж Змій викидає дорогою з Мангеттена.

## У ролях
- Курт Расселл — Змій Пліскін
- Лі Ван Кліф — Гок
- Ернест Боргнайн — Кеббі
- Дональд Плісенс — президент
- Айзек Хейз — Герцог
- Сізон Хаблі — дівчина у Chock Full O'Nuts
- Гаррі Дін Стентон — Гарольд «Мозок»
- Едріенн Барбо — Меггі
- Том Аткінс — Реме
- Чарльз Сайферс — державний секретар
- Джо Ангер — Тейлор (видалена сцена)
- Френк Даблдей — Ромеро
- Джон Стробел — Кроненберг
- Джон Котрен — циган 1
- Герретт Бергфілд — циган 2
- Річард Козентіно — циган ватажок
- Роберт Джон Меткаф — циган 3
- Джоел Беннетт — циган 4
- Вік Буллок — індіанець
- Клем Фокс — індіанець
- Тобар Мейо — індіанець
- Ненсі Стівенс — стюардеса
- Стівен М. Ганьон — секретний службовець 1
- Стівен Форд — секретний службовець 2
- Майкл Тейлор — секретний службовець 3
- Лонні Ван — циган у червоній бандані
- Дейл Е. Хаус — пілот вертольота 1
- Девід Р. Патрік — пілот вертольота 2
- Боб Майнор — черговий сержант
- Воллі Тейлор — контролер
- Джеймс О'Хеген — оператор комп'ютера
- Джеймс Емері — десантник
- Том Ліллард — поліцейський сержант
- Бора Сільвер — театральний менеджер
- Тоні Папенфусс — помічник театру
- Джон Діл — панк
- Кармен Філпі — бродяга
- Джордж «Бак» Флауер — п'яний
- Клей Райт — пілот вертольота 3
- Аль Серулло — пілот вертольота 4
- Окс Бейкер — Слег
- Ломон Спектакулар — танцівник
- Рональд Е. Хаус — танцівник
- Алан Шірман — танцівник
- Джозеф А. Перротті — танцівник
- Роджер Бампасс — танцівник
- Нік Касл — піаніст